# Nomada decepta
Nomada decepta är en biart som beskrevs av Mitchell 1962. Nomada decepta ingår i släktet gökbin, och familjen långtungebin. Inga underarter finns listade i Catalogue of Life.